# بطولة تونس لألعاب القوى 2006
بطولة تونس لألعاب القوى 2006 هو الدورة 51 من بطولة تونس لألعاب القوى.

فاز بهذا الموسم النادي الرياضي للحرس الوطني.

## روابط خارجية
- الموقع الرسمي للجامعة التونسية لألعاب القوى.